# Район уездного подчинения (КНР)
Район уездного подчинения (кит. трад. 县辖区,区, пиньинь xiànxiáqǖ, палл. сяньсяцюй; или кит. трад. 区公所, палл. цюйгунсо) — административно-территориальная единица  четвёртого, низшего уровня административного деления Китайской Народной Республики. Районы уездного подчинения  были одними из важнейших единиц деления уездов во всём Китае в 1950-х — 1990-х годах. В районе было 3—5 посёлков и волостей, а в уезде 5—10 районов. После 1990-х годов районы уездного подчинения начали  ликвидировать, а их роль была передана в крупные города или посёлки путём слияния более мелких[прояснить]. На конец 2011 года в КНР имелось всего 2 района уездного подчинения — в Хэбэе и Синьцзяне.

## Статистика
| Каждый год общее количество изменений уезда области（单位：个） |       |
| 1953                                                            | 18900 |
| 1983                                                            | 8100  |
| 1994                                                            | 1068  |
| 1995                                                            | 703   |
| 1996                                                            | 544   |
| 1997                                                            | 398   |
| 1998                                                            | 339   |
| 1999                                                            | 345   |
| 2000                                                            | 255   |
| 2001                                                            | 78    |
| 2002                                                            | 66    |
| 2003                                                            | 26    |
| 2004                                                            | 20    |
| 2006                                                            | 10    |
| 2008                                                            | 3     |
| 2009                                                            | 2     |
| 2011                                                            | 2     |